# 영월교육도서관
영월교육도서관은 대한민국 강원특별자치도 영월군 영월읍 하송리 소재의 도서관이다.

## 연혁
- 1973. 12. 19 영월도서관 설치조례 공포
- 1991. 03. 25 영월도서관으로 개칭
- 1996. 12 .11 현청사(하송리) 신축 이전
- 2001. 02. 10 강원도교육청으로부터 영월평생학습관으로 지정
- 2003. 12. 17 디지털자료실 개실
- 2006. 11. 20 유아실 개실
- 2013. 03. 01 영월교육도서관으로 명칭변경
- 2016. 03. 01 원주교육문화관 영월분관으로 조직개편 (강원도교육규칙 제738호 전부개정)

## 이용 안내
이용 시간
- 종합자료실: 화~일 09:00 ~ 18:00
- 어린이열람실: 화~일 09:00 ~ 18:00
- 디지털열람실: 화~일 09:00 ~ 18:00
- 열람실: 화~일 08:00 ~ 23:00